# یرنی کوپیتار
یرنی کوپیتار (انگلیسی: Jernej Kopitar؛ ۲۱ اوت ۱۷۸۰ – ۱۱ اوت ۱۸۴۴) یک دانشمند اهل اتریش بود.